# Sminthurus schoetti
Sminthurus schoetti är en urinsektsart som beskrevs av John Tenison Salmon 1964. Sminthurus schoetti ingår i släktet Sminthurus och familjen Sminthuridae. Inga underarter finns listade i Catalogue of Life.